# Wołów (stacja kolejowa)
Wołów – stacja kolejowa w Wołowie, w województwie dolnośląskim na linii kolejowej nr 273 Wrocław Główny – Szczecin Główny. Stacja jest stacją graniczną tzw. dużej aglomeracji wrocławskiej, Dolnośląskiej Kolei Aglomeracyjnej.

## Ruch pasażerski
| Rok  | Wymiana pasażerska na dobę |
| ---- | -------------------------- |
| 2017 | 1 600                      |
| 2022 | 1 800                      |

## Historia
Po II wojnie światowej Armia Czerwona rozebrała zachodni tor poprzednio dwutorowej trasy kolejowej Wrocław – Głogów i wraz z mostami wywiozła do ZSRR. W rezultacie po odbudowie i reperacji toru wschodniego oraz odpowiadającym im mostom na rzece Odrze w Brzegu Dolnym i Ścinawie uruchomiono połączenie zwane "trasą szczecińską" lub "magistralą nadodrzańską" łączące Szczecin z Przemyślem przez  Zieloną Górę, Wrocław, Katowice i Kraków. Była to ważna trasa pasażerska (najdłuższa w Polsce linia osobowa) oraz towarowa, szczególnie dla masowego transportu węgla kamiennego z Górnego Śląska do portów w Szczecinie i Świnoujściu.
W 1960 zamknięto lokalną linię kolejową Wołów – Lubiąż, która została uruchomiona 15 grudnia 1916 i następnie w 1923 przedłużona do Malczyc. Po II wojnie światowej na skutek zniszczenia mostu na Odrze w Lubiążu udostępniono tylko odcinek Wołów – Lubiąż o dł. 16 km z pośrednimi stacjami w Mojęcicach, Krzydlinie Małej i Ratajach. Linię do Lubiąża rozebrano w 1970 roku.
W latach 60. odbudowano tor zachodni wraz z mostami na Odrze, a w latach 70. trasę elektryfikowano. Większość ruchu pasażerskiego była obsługiwana przez wrocławski Dworzec Świebodzki, który zamknięto w 1992 roku. Intensywna eksploatacja linii oraz niewystarczające nakłady na jej utrzymanie spowodowały, że z powodu złego stanu technicznego w latach 90. zamknięto dla ruchu wschodni tor wraz z mostem na Odrze na odcinku pomiędzy Księginicami a Wołowem.